# Nerio Bernardi
Nerio Bernardi (n. 23 iulie 1899, Bologna, Italia – d. 12 ianuarie 1971, Roma, Italia) a fost un actor italian. A apărut în 192 de filme între anii 1918 și 1970. 

## Biografie
S-a născut la Bologna, Italia și a murit la Roma, Italia.

## Filmografie selectivă
- 1918 Marinella, regia Raimondo Scotti
- 1922 Nero
- 1923 The Shepherd King, film epic american, regia J. Gordon Edwards
- 1934 Full Speed
- 1934 Port
- 1934 Loyalty of Love
- 1936 God's Will Be Done
- 1936 King of Diamonds
- 1936 Bayonet
- 1937 Corsarul Negru (The Black Corsair)
- 1940 Abandonment
- 1940 Căpitanul Fracasse (Capitan Fracassa), regia Duilio Coletti
- 1940 Lucrezia Borgia
- 1940 Antonio Meucci
- 1941 The Last Dance
- 1941 The Mask of Cesare Borgia
- 1942 A che servono questi quattrini?
- 1942 The Queen of Navarre
- 1942 Fedora
- 1943 In High Places
- 1943 Special Correspondents
- 1947 Cele două orfeline (I Due Orfanelli), regia Mario Mattoli
- 1947 The Courier of the King
- 1947 The Lady of the Camellias
- 1948 Cuore, regia Duilio Coletti
- 1948 Mare Nostrum
- 1948 Mănăstirea din Parma (La Chartreuse de Parme), regia Christian-Jaque
- 1949 The Emperor of Capri
- 1949 Hand of Death
- 1949 Adam and Eve
- 1950 Forța destinului (La forza del destino), regia Carmine Gallone
- 1950 Totò cerca moglie, regia Carlo Ludovico Bragaglia
- 1949 Capitan Demonio, regia Carlo Borghesio
- 1950 I cadetti di Guascogna, regia Mario Mattoli
- 1950 Il diavolo in convento, regia Nunzio Malasomma
- 1951 Free Escape
- 1951 Bellezze in bicicletta, regia Carlo Campogalliani
- 1951 Caruso, legenda unei vieți, regia Giacomo Gentilomo
- 1951 The Ungrateful Heart
- 1952 Fanfan la Tulipe, regia Christian-Jaque
- 1952 Milady and the Musketeers
- 1952 Son of the Hunchback
- 1952 Immortal Melodies
- 1952 The Mistress of Treves
- 1953 Martin Toccaferro
- 1953 The Enchanting Enemy
- 1953 If You Won a Hundred Million
- 1953 Fiica regimentului (The Daughter of the Regiment), regia Géza von Bolváry, Goffredo Alessandrini, Tullio Covaz
- 1953 Ivan, Son of the White Devil
- 1953 Il viale della speranza
- 1953 Thérèse Raquin, regia Marcel Carné
- 1954 Teodora (Teodora, imperatrice di Bisanzio), regia Riccardo Freda
- 1954 The King's Prisoner
- 1954 The Beautiful Otero
- 1954 The Lovers of Manon Lescaut
- 1954 Papà Pacifico
- 1954 The Doctor of the Mad
- 1954 Mam'zelle Nitouche
- 1954 La tua donna
- 1955 Quando tramonta il sole
- 1955 L'angelo bianco
- 1956 Altair
- 1956 Kean - Genio e sregolatezza
- 1956 Il cavaliere dalla spada
- 1956 Moglie e buoi...
- 1957 Il Conte di Matera
- 1957 I Reali di Francia
- 1960 Cartagina în flăcări (Cartagine in fiamme), regia Carmine Gallone
- 1960 Gardianul (Il vigile), regia Luigi Zampa
- 1960 Prințesa Nilului (AKA: La Donna dei Faraoni; The Pharaoh's Woman)
- 1960 Lunga noapte a lui 43 (La lunga notte del '43), regia Florestano Vancini
- 1960 Les nuits de Raspoutine
- 1960 Teseo contro il minotauro
- 1960 În plin soare (Plein Soleil), regia René Clément
- 1961 Vanina Vanini, regia Roberto Rossellini
- 1961 Frații corsicani (I fratelli corsi), regia Anton Giulio Majano
- 1961 Cidul ca Nelio Bernardi
- 1962 La leggenda di Enea, regia Giorgio Venturini
- 1963 Zorro e i tre moschettieri
- 1963 Ercole contro Molock
- 1964 Sansone contro il corsaro nero
- 1964 Leul din Teba
- 1964 I tre centurioni
- 1964 La vendetta dei gladiatori
- 1966 Sfântul la pândă (Le Saint prend l'affût), regia Christian-Jaque
- 1968 Satanik
- 1970 Le tigri di Mompracem